# Perranarworthal
Perranarworthal est un village et une paroisse civile située dans les Cornouailles, au sud-ouest de l'Angleterre.
Sa population était de 1 496 habitants en 2011.